# San Zenone al Lambro

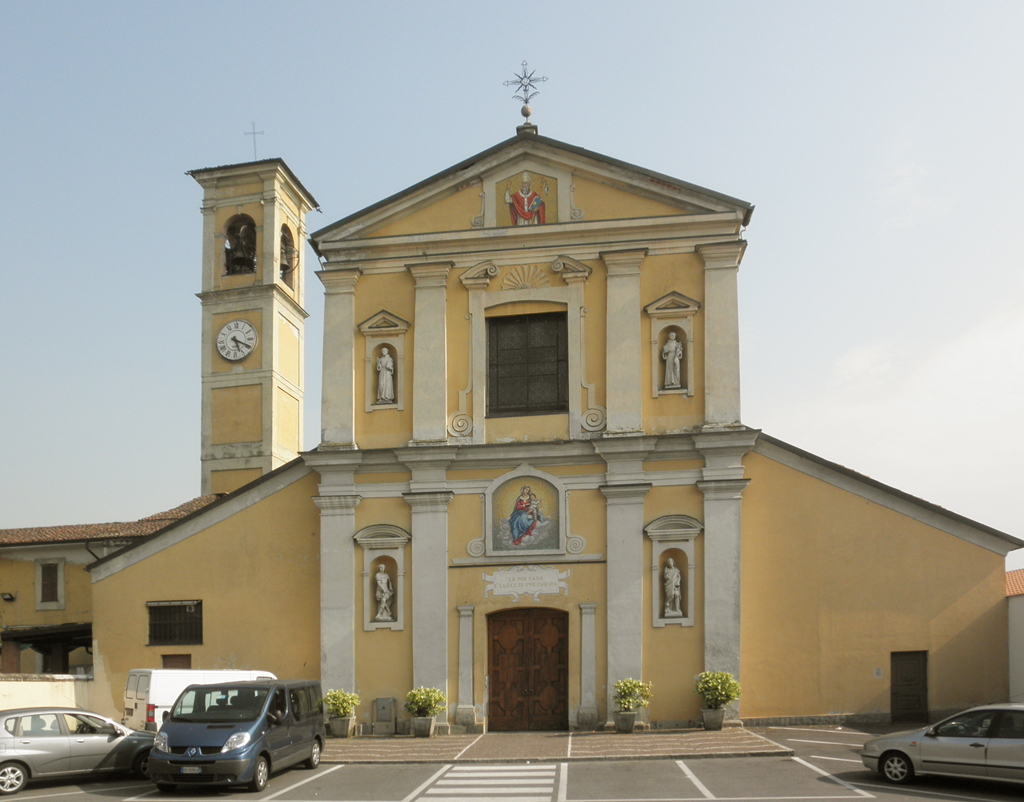
San Zenone al Lambro

San Zenone al Lambro là một đô thị ở tỉnh Milano, vùng Lombardia của Italia, khoảng 20 km về phía đông nam củaMilano. Tại thời điểm ngày 31 tháng 12 năm 2004, đô thị này có dân số 3.791 người và diện tích là 7,3 km².
San Zenone al Lambro giáp các đô thị: Vizzolo Predabissi, Tavazzano con Villavesco, Cerro al Lambro, Sordio, Lodi Vecchio, Casaletto Lodigiano, Salerano sul Lambro.